# Saint-Génis-des-Fontaines
Saint-Génis-des-Fontaines là một xã trong tỉnh Pyrénées-Orientales, vùng Occitanie phía nam nước Pháp. Xã Saint-Génis-des-Fontaines nằm ở khu vực có độ cao trung bình 52 mét trên mực nước biển.